# Ба, Амаду Джульде
Амаду Джульде Ба (фр. Amadou Djoulde Bah; род. 2 октября 2003, Конакри) — гвинейский футболист, полузащитник клуба «Аль-Масри».

## Карьера

### «Динамо-Авто»
В сентябре 2022 года проходил просмотр в молдавском клубе «Динамо-Авто». В январе 2023 года футболист официально присоединился к клубу. Дебютировал за клуб 31 марта 2023 года в матче против клуба «Фалешты», так же отличившись дебютным забитым голом. Вместе с клубом стал победителем раунда плей-офф, где в финале 24 мая 2023 года победил кишинёвскую «Викторию», отличившись забитым голом. Всего за сезон футболист успел отличился за клуб 3 забитыми голами и 3 результативными передачами.

### «Аль-Масри»
В сентябре 2023 года футболист перешёл в египетский клуб «Аль-Масри». Дебютировал за клуб 19 сентября 2023 года в матче против каирского клуба «Аль-Ахли», выйдя на поле в стартовом составе.